# Seznam románských rotund ve Středočeském kraji
Seznam románských rotund ve Středočeském kraji obsahuje dochované, přestavěné i zaniklé rotundy postavené v období románské kultury. Je řazen podle okresů a obcí.

## Seznam
| Rotunda                       | Obrázek | Kategorie Commons                                                                       | Okres        | Obec              | Poznámka                                  | Souřadnice                       |
| ----------------------------- | ------- | --------------------------------------------------------------------------------------- | ------------ | ----------------- | ----------------------------------------- | -------------------------------- |
| Rotunda svatého Václava       |         | Kategorie „Church of Saint Wenceslaus (Libouň)“ na Wikimedia Commons                    | Benešov      | Libouň            | součást kostela svatého Václava           | 49°38′3″ s. š., 14°49′13″ v. d.  |
| Rotunda svatého Jana Křtitele |         | Kategorie „Church of Saint John the Baptist (Pravonín)“ na Wikimedia Commons            | Benešov      | Pravonín          | součást kostela svatého Jana Křtitele     | 49°38′8″ s. š., 14°56′29″ v. d.  |
| Rotunda svatého Václava       |         | Kategorie „Saint Wenceslaus Rotunda in Týnec nad Sázavou“ na Wikimedia Commons          | Benešov      | Týnec nad Sázavou | součást hradu v Týnci n/S                 | 49°49′50″ s. š., 14°35′34″ v. d. |
| Rotunda svatého Václava       |         | Kategorie „Church of Saint Wenceslaus (Vranov)“ na Wikimedia Commons                    | Benešov      | Vranov            | součást kostela svatého Václava           | 49°51′11″ s. š., 14°46′38″ v. d. |
| Rotunda svatého Petra a Pavla |         | Kategorie „Church of Saints Peter and Paul at Budeč“ na Wikimedia Commons               | Kladno       | Budeč             | součást kostela svatého Petra a Pavla     | 50°11′28″ s. š., 14°14′41″ v. d. |
| Rotunda svatého Jiří          |         | Kategorie „Church of Saint George (Lukov)“ na Wikimedia Commons                         | Kladno       | Lukov             | součást kostela svatého Jiří              | 50°20′20″ s. š., 14°3′17″ v. d.  |
| Rotunda svatého Mikuláše      |         |                                                                                         | Kladno       | Vrapice           | součást kostela svatého Mikuláše          | 50°9′57″ s. š., 14°10′15″ v. d.  |
| Rotunda svatého Jiří          |         | Kategorie „Church of Saint George (Hradešín)“ na Wikimedia Commons                      | Kolín        | Hradešín          | součást kostela svatého Jiří              | 50°2′27″ s. š., 14°45′20″ v. d.  |
| Rotunda svatého Desideria     |         |                                                                                         | Nymburk      | Lysá nad Labem    | zanikla                                   | 50°12′8″ s. š., 14°50′ v. d.     |
| Rotunda svatého Václava       |         |                                                                                         | Praha-východ | Jažlovice         | součást kostela svatého Václava           | 49°57′50″ s. š., 14°38′ v. d.    |
| Rotunda svatého Martina       |         | Kategorie „Church of Saint Martin in Kostelec u Křížků“ na Wikimedia Commons            | Praha-východ | Kostelec u Křížků | součást kostela svatého Martina           | 49°54′36″ s. š., 14°33′47″ v. d. |
| Rotunda Narození Panny Marie  |         | Kategorie „Rotunda of the Nativity of the Virgin Mary in Holubice“ na Wikimedia Commons | Praha-západ  | Holubice          | součást kostela Narození Panny Marie      | 50°12′11″ s. š., 14°17′36″ v. d. |
| Rotunda svatého Martina       |         | Kategorie „Church of Saints Martin and Procopius in Karlík“ na Wikimedia Commons        | Praha-západ  | Karlík            | součást kostela svatého Martina a Prokopa | 49°56′8″ s. š., 14°15′41″ v. d.  |
| Rotunda svatého Klimenta      |         | Kategorie „Church of Saint Clemens (Levý Hradec)“ na Wikimedia Commons                  | Praha-západ  | Levý Hradec       | přestavěna, kostel svatého Klimenta       | 50°10′10″ s. š., 14°22′28″ v. d. |